# Бальбе-да-Сарданья
Бальбе́-да-Сарда́нья (кат. Bellver de Cerdanya, вимова літературною каталанською [bəʎ'βε də səɾ'daɲə]) - муніципалітет, розташований в Автономній області Каталонія, в Іспанії. Код муніципалітету за номенклатурою Інституту статистики Каталонії - 250518. Знаходиться у районі (кумарці) Башя-Сарданья (коди району - 15 та CD) провінції Льєйда, згідно з новою адміністративною реформою перебуватиме у складі баґарії (округи) Ал-Пірінеу і Баль-д'Аран. 

## Назва муніципалітету
Назва муніципалітету походить від лат. bĕllu vidēre - "добре бачити" та лат. Ceretānia - "країна серетанів", кельтського племені, що мешкало на цій території до завоювання Іберії Римом.

## Населення
Населення міста (у 2007 р.) становить 2.132 особи (з них менше 14 років - 12,4%, від 15 до 64 - 69,7%, понад 65 років - 17,9%). У 2006 р. народжуваність склала 19 осіб, смертність - 14 осіб, зареєстровано 12 шлюбів. У 2001 р. активне населення становило 861 особа, з них безробітних - 39 осіб.

Серед осіб, які проживали на території міста у 2001 р., 1.316 народилися в Каталонії (з них 607 осіб у тому самому районі, або кумарці), 241 особа приїхала з інших областей Іспанії, а 57 осіб приїхало з-за кордону. 

Вищу освіту має 13,4% усього населення. 

У 2001 р. нараховувалося 649 домогосподарств (з них 34,8% складалися з однієї особи, 22,0% з двох осіб,20,2% з 3 осіб, 14,8% з 4 осіб, 4,8% з 5 осіб, 2,8% з 6 осіб, 0,3% з 7 осіб, 0,2% з 8 осіб і 0,2% з 9 і більше осіб).

Активне населення міста у 2001 р. працювало у таких сферах діяльності : у сільському господарстві - 11,6%, у промисловості - 7,3%, на будівництві - 24,1% і у сфері обслуговування - 57,1%. 

 У муніципалітеті або у власному районі (кумарці) працює 613 осіб, поза районом - 345 осіб.

### Безробіття
У 2007 р. нараховувалося 14 безробітних (у 2006 р. - 25 безробітних), з них чоловіки становили 35,7%, а жінки - 64,3%.

## Економіка

### Підприємства міста

#### Промислові підприємства
| \| Промислові підприємства міста, за сферою діяльності \| Промислові підприємства міста, за сферою діяльності \| Промислові підприємства міста, за сферою діяльності \| \| Рік \| 2002 р. \| 2001 р. \| \| --------------------------------------------------- \| --------------------------------------------------- \| --------------------------------------------------- \| \| Енергетичні та водні ресурси \| 10,0% \| 13,6% \| \| Хімія та метали \| 5,0% \| 4,5% \| \| Переробка металів \| 20,0% \| 18,2% \| \| Продукти харчування \| 20,0% \| 22,7% \| \| Текстиль \| 5,0% \| 4,5% \| \| Виробництво меблів, видання \| 40,0% \| 36,4% \| \| Інше \| 0,0% \| 0,0% \| \| Усього підприємств \| 20 \| 22 \| |         |         |
| Промислові підприємства міста, за сферою діяльності |         |         |
| Рік | 2002 р. | 2001 р. |
| Енергетичні та водні ресурси | 10,0%   | 13,6%   |
| Хімія та метали | 5,0%    | 4,5%    |
| Переробка металів | 20,0%   | 18,2%   |
| Продукти харчування | 20,0%   | 22,7%   |
| Текстиль | 5,0%    | 4,5%    |
| Виробництво меблів, видання | 40,0%   | 36,4%   |
| Інше | 0,0%    | 0,0%    |
| Усього підприємств | 20      | 22      |

#### Роздрібна торгівля
| \| Підприємства роздрібної торгівлі міста, за сферою діяльності \| Підприємства роздрібної торгівлі міста, за сферою діяльності \| Підприємства роздрібної торгівлі міста, за сферою діяльності \| \| Рік \| 2002 р. \| 2001 р. \| \| ------------------------------------------------------------ \| ------------------------------------------------------------ \| ------------------------------------------------------------ \| \| Продукти харчування \| 50,0% \| 48,6% \| \| Одяг та взуття \| 8,8% \| 10,8% \| \| Товари для дому \| 14,7% \| 13,5% \| \| Книги та періодичні видання \| 2,9% \| 0,0% \| \| Промислова хімічна продукція \| 11,8% \| 13,5% \| \| Продукція, пов'язана з транспортними засобами \| 0,0% \| 0,0% \| \| Інше \| 11,8% \| 13,5% \| \| Усього підприємств \| 34 \| 37 \| |         |         |
| Підприємства роздрібної торгівлі міста, за сферою діяльності |         |         |
| Рік | 2002 р. | 2001 р. |
| Продукти харчування | 50,0%   | 48,6%   |
| Одяг та взуття | 8,8%    | 10,8%   |
| Товари для дому | 14,7%   | 13,5%   |
| Книги та періодичні видання | 2,9%    | 0,0%    |
| Промислова хімічна продукція | 11,8%   | 13,5%   |
| Продукція, пов'язана з транспортними засобами | 0,0%    | 0,0%    |
| Інше | 11,8%   | 13,5%   |
| Усього підприємств | 34      | 37      |

#### Сфера послуг
| \| Підприємства міста, що працюють у сфері послуг, за діяльністю \| Підприємства міста, що працюють у сфері послуг, за діяльністю \| Підприємства міста, що працюють у сфері послуг, за діяльністю \| \| Рік \| 2002 р. \| 2001 р. \| \| ------------------------------------------------------------- \| ------------------------------------------------------------- \| ------------------------------------------------------------- \| \| Гуртова торгівля \| 8,4% \| 7,4% \| \| Готелі та готельний бізнес \| 31,6% \| 31,6% \| \| Транспорт та зв'язок \| 12,6% \| 13,7% \| \| Посередницькі фінансові послуги \| 5,3% \| 5,3% \| \| Послуги підприємствам \| 7,4% \| 6,3% \| \| Послуги фізичним особам \| 21,1% \| 22,1% \| \| Нерухомість та ін. \| 13,7% \| 13,7% \| \| Усього підприємств \| 95 \| 95 \| |         |         |
| Підприємства міста, що працюють у сфері послуг, за діяльністю |         |         |
| Рік | 2002 р. | 2001 р. |
| Гуртова торгівля | 8,4%    | 7,4%    |
| Готелі та готельний бізнес | 31,6%   | 31,6%   |
| Транспорт та зв'язок | 12,6%   | 13,7%   |
| Посередницькі фінансові послуги | 5,3%    | 5,3%    |
| Послуги підприємствам | 7,4%    | 6,3%    |
| Послуги фізичним особам | 21,1%   | 22,1%   |
| Нерухомість та ін. | 13,7%   | 13,7%   |
| Усього підприємств | 95      | 95      |

## Житловий фонд
У 2001 р. 4,3% усіх родин (домогосподарств) мали житло метражем до 59 м2, 32,2% - від 60 до 89 м2, 35,1% - від 90 до 119 м2 і
28,4% - понад 120 м2.

З усіх будівель у 2001 р. 9,6% було одноповерховими, 69,6% - двоповерховими, 17,9
% - триповерховими, 2,5% - чотириповерховими, 0,5% - п'ятиповерховими, 0,0% - шестиповерховими,
0,0% - семиповерховими, 0,0% - з вісьмома та більше поверхами.

## Автопарк
| \| Автомобілі, зареєстровані у місті, за призначенням \| Автомобілі, зареєстровані у місті, за призначенням \| Автомобілі, зареєстровані у місті, за призначенням \| \| Рік \| 2006 р. \| 2005 р. \| \| -------------------------------------------------- \| -------------------------------------------------- \| -------------------------------------------------- \| \| Приватні автомобілі \| 54,9% \| 55,8% \| \| Мотоцикли \| 8,2% \| 7,8% \| \| Вантажівки \| 30,1% \| 29,5% \| \| Трактори \| 0,4% \| 0,4% \| \| Автобуси та ін. \| 6,3% \| 6,3% \| \| Усього автомобілів \| 1.848 шт. \| 1.784 шт. \| |           |           |
| Автомобілі, зареєстровані у місті, за призначенням |           |           |
| Рік | 2006 р.   | 2005 р.   |
| Приватні автомобілі | 54,9%     | 55,8%     |
| Мотоцикли | 8,2%      | 7,8%      |
| Вантажівки | 30,1%     | 29,5%     |
| Трактори | 0,4%      | 0,4%      |
| Автобуси та ін. | 6,3%      | 6,3%      |
| Усього автомобілів | 1.848 шт. | 1.784 шт. |

## Вживання каталанської мови
У 2001 р. каталанську мову у місті розуміли 98,8% усього населення (у 1996 р. - 98,7%), вміли говорити нею 92,2% (у 1996 р. - 
88,5%), вміли читати 88,5% (у 1996 р. - 83,2%), вміли писати 61,2
% (у 1996 р. - 44,1%). Не розуміли каталанської мови 1,2%.

## Політичні уподобання
У виборах до Парламенту Каталонії у 2006 р. взяло участь 857 осіб (у 2003 р. - 963 особи). Голоси за політичні сили розподілилися таким чином:
| \| Вибори до Парламенту Каталонії \| Вибори до Парламенту Каталонії \| Вибори до Парламенту Каталонії \| \| Рік \| 2006 р. \| 2003 р. \| \| -------------------------------------- \| ------------------------------ \| ------------------------------ \| \| Конвергенція та Єднання (CiU) \| 48,9% \| 47,0% \| \| Соціалістична партія Каталонії (PSC) \| 15,6% \| 18,0% \| \| Народна партія (PP) \| 4,7% \| 4,4% \| \| Ініціатива за Каталонію — Зелені (ICV) \| 6,0% \| 4,8% \| \| Республіканська лівиця Каталонії (ERC) \| 23,6% \| 25,5% \| \| Громадяни — Громадянська партія (C's) \| 0,2% \| 0,0% \| \| Інші \| 1,1% \| 0,3% \| |         |         |
| Вибори до Парламенту Каталонії |         |         |
| Рік | 2006 р. | 2003 р. |
| Конвергенція та Єднання (CiU) | 48,9%   | 47,0%   |
| Соціалістична партія Каталонії (PSC) | 15,6%   | 18,0%   |
| Народна партія (PP) | 4,7%    | 4,4%    |
| Ініціатива за Каталонію — Зелені (ICV) | 6,0%    | 4,8%    |
| Республіканська лівиця Каталонії (ERC) | 23,6%   | 25,5%   |
| Громадяни — Громадянська партія (C's) | 0,2%    | 0,0%    |
| Інші | 1,1%    | 0,3%    |

У муніципальних виборах у 2007 р. взяло участь 1.019 осіб (у 2003 р. - 982 особи). Голоси за політичні сили розподілилися таким чином:
| \| Муніципальні вибори \| Муніципальні вибори \| Муніципальні вибори \| \| Рік \| 2007 р. \| 2003 р. \| \| -------------------------------------- \| ------------------- \| ------------------- \| \| Конвергенція та Єднання (CiU) \| 37,2% \| 52,0% \| \| Соціалістична партія Каталонії (PSC) \| 9,2% \| 16,7% \| \| Народна партія (PP) \| 0,0% \| 0,0% \| \| Ініціатива за Каталонію — Зелені (ICV) \| 15,7% \| 0,0% \| \| Республіканська лівиця Каталонії (ERC) \| 37,9% \| 31,3% \| \| Громадяни — Громадянська партія (C's) \| 0% \| 0% \| \| Інші \| 0,0% \| 0,0% \| |         |         |
| Муніципальні вибори |         |         |
| Рік | 2007 р. | 2003 р. |
| Конвергенція та Єднання (CiU) | 37,2%   | 52,0%   |
| Соціалістична партія Каталонії (PSC) | 9,2%    | 16,7%   |
| Народна партія (PP) | 0,0%    | 0,0%    |
| Ініціатива за Каталонію — Зелені (ICV) | 15,7%   | 0,0%    |
| Республіканська лівиця Каталонії (ERC) | 37,9%   | 31,3%   |
| Громадяни — Громадянська партія (C's) | 0%      | 0%      |
| Інші | 0,0%    | 0,0%    |